# Извоареле (Галац)
Извоареле (рум. Izvoarele) насеље је у Румунији у округу Галац у општини Слобозија Конаки. Oпштина се налази на надморској висини од 25 m.

## Становништво
Према подацима из 2002. године у насељу је живело 1069 становника, од којих су сви румунске националности.